# Otichani
Otichani (en macédonien Отишани) est un village de l'ouest de la Macédoine du Nord, situé dans la municipalité de Debar. Le village comptait 530 habitants en 2002.

## Démographie
Lors du recensement de 2002, le village comptait :
- Macédoniens : 302
- Turcs : 170
- Albanais : 46
- Autres : 12